# Covid-19
Koronavirusna bolezen 2019 (COVID-19 ali covid-19, tudi samo covid ali kovid) je nalezljiva bolezen, ki jo povzroča virus SARS-CoV-2. Širi se predvsem z respiratornimi kapljicami, ki jih okužene osebe ustvarjajo ob kašlju in kihanju. Povprečna inkubacijska doba (čas od okužbe do pojava simptomov) znaša 5,5 dni; v skoraj vseh primerih se simptomi izrazijo do 12. dneva. Širjenje je mogoče omejiti z umivanjem rok in drugimi higienskimi ukrepi.
Okužba je pri nekaterih zelo blaga in simptomi se lahko sploh ne izrazijo, lahko pa se pojavijo (med drugim) vročina, kašelj, oteženo dihanje, bolečine v mišicah in utrujenost. Okužba lahko napreduje v pljučnico in sindrom akutne dihalne stiske. Poudarek pri zdravljenju je na lajšanju simptomov in podpornih ukrepih. Evropska agencija za zdravila je 21. 12. 2020 odobrila prvo cepivo za preprečevanje covida 19, in sicer pri posameznikih, starih 16 let in več.
Prvi primer covida-19 je bil zaznan sredi novembra leta 2019 na Kitajskem. Konec decembra 2019 je Kitajska Svetovni zdravstveni organizacija poročala o odkritju pljučničnih okužb neznanega izvora v Vuhanu, glavnem mestu pokrajine Hubej na Kitajskem. Izbruh okužbe je bil 30. januarja 2020 proglašen za mednarodno pomembno grožnjo javnemu zdravju. Zaradi globalnega širjenja okužbe je Svetovna zdravstvena organizacija 11. marca 2020 proglasila pandemijo.
Javnozdravstvene organizacije priporočajo, da osebe, ki sumijo, da so okužene, nosijo obrazno masko in poiščejo zdravniško pomoč tako, da zdravnika pokličejo in ambulante ne obiščejo osebno.

## Znaki in simptomi
| Simptom                        | Delež  |
| ------------------------------ | ------ |
| Vročina                        | 87,9 % |
| Kašelj (suh)                   | 67,7 % |
| Utrujenost                     | 38,1 % |
| Povečano izločanje sputuma     | 33,4 % |
| Zadihanost                     | 18,6 % |
| Bolečine v mišicah ali sklepih | 14,8 % |
| Vneto grlo                     | 13,9 % |
| Glavobol                       | 13,6 % |
| Mrzlica                        | 11,4 % |
| Slabost ali bruhanje           | 5,0 %  |
| Zaprt nos                      | 4,8 %  |
| Driska                         | 3,7 %  |
| Izkašljevanje krvi             | 0,9 %  |

Inkubacijska doba pri covidu-19 je 5,1 dni (srednja) oz. 5,5 dni (povprečna). Pri 97,5 % okuženih se znaki okužbe pojavijo v roku približno 12 dni. Manj kot 2,5 % okuženih je simptomatičnih v roku približno 2 dni.
Potek okužbe s covidom-19 je zelo raznolik in sega od zelo milih in asimptomatskih okužb do hudih in smrtonosnih obolenj. V večini primerov (okoli 80 %) gre za lažji potek bolezni. Okužba s covidom-19 običajno povzroča gripi podobne simptome. Pogosti znaki okužbe so vročina, kašelj, zadihanost in težave z dihanjem. Pri nekaterih bolnikih – še posebej tistih z določenimi dejavniki tveganja – se zaradi covida-19 razvije huda oblika pljučnice. Pri resnih okužbah je lahko prizadeto tudi delovanje organov izven dihalnega sistema.
Simptomi pri okužbi z različico omikron, ki se je v Sloveniji močno razširila v drugi polovici leta 2022 in hitro postala prevladujoča, so na splošno blažji kot pri predhodnih različicah.

### Zgodnji
Okuženi lahko 5–6 dni po okužbi razvijejo simptome, kot so vročina, kašelj, vneto žrelo in bolečine v mišicah in po telesu. Simptomi se ponavadi začnejo izboljševati po enem tednu od pričetka.
Obstaja možnost da v nekaterih primerih okužba s covidom-19 povzroči izgubo zmožnosti čutenja vonja (anozmija) in okusa (ageusija), potencialno kot izoliran simptom z odsotnostjo drugih znakov okužbe.

### Napredovanje
Pri manjšem številu obolelih pride za nastopom zgodnjih simptomov do poslabšanja, ponavadi se to zgodi 5–7 dni po pričetku simptomov. Pri teh bolnikih je pogostejše hujše kašljanje in zadihanost. V primerih takšnega poslabšanja se svetuje, da se bolnik obrne na svojega osebnega zdravnika.
Pogostnost prebavnih simptomov (slabost in driska) ni jasna in je potencialno prisotna v 5–50 % primerov. Obstaja možnost, da se driska v nekaterih primerih pojavi že pred pojavom kašlja in vročine.
Obstajajo dokazi, da do precejšnega poslabšanja obolenja običajno pride v 2. tednu bolezni z napredovanjem okužbe v spodnji del dihalnih poti. Okužba lahko morda napreduje tudi navzdol po sluznici prebavnega traku in tako zato povzroča prebavne simptome.

### Resni
Pri zelo resnem poteku covida-19 lahko pride do dihalne odpovedi, odpovedi ledvic, septičnega šoka in večorganske disfunkcije ali odpovedi ter smrti.

#### Nevrološki
Medtem ko pri večini obolelih s covidom-19 ni opaznih znakov nevroloških motenj, so bile pri majhnem številu okuženih opažene resnejše nevrološke motnje, vključno z zmedenostjo, akroparestezijo (občutek zbadanja v udih), motnjami vedenja in zavesti, letargijo, infarkti/trombusi, epileptičnimi napadi, encefalopatijo (akutno nekrotizirajočo encefalopatijo) in komo. Čeprav pojav nevroloških simptomov ponavadi sovpada z razvojem napredovalega obolenja, so bili opisani tudi pojavi nevroloških simptomov, ki so se izrazili še pred znaki oz. v odsotnosti znakov dihalne okužbe in vročine; nekateri bolniki so bili hospitalizirani zaradi izoliranih nevroloških simptomov, nakar je bil covid-19 kot etiološki vzrok prepoznan šele kasneje. Nevrološke manifestacije nakazujejo možno virusno okužbo samega možganskega parenhima pri nekaterih obolelih. Po drugi strani bi lahko nevrološke simptome razložila tudi hipoksija. Nevrološka vpletenost pri covidu-19 bi lahko pri nekaterih obolelih predstavljala vzrok za dihalno odpoved.

### Zapleti
Med hospitaliziranimi pacienti s covidom-19 poročajo o akutnih poškodbah srca, možne so tudi sekundarne bakterijske okužbe.

### Klinične najdbe
Abnormalne stopnje jetrnih encimov so prisotne pri 20–30 % bolnikov s covidom-19. Prisoten je upad števila belih krvničk (levkocitov); zvišana stopnja belih krvničk je slab prognostični znak. Zvišana stopnja d-dimera kaže na višje tveganje za smrt.

### Dolgoročne posledice
Načeloma bolniki popolnoma okrevajo v roku nekaj tednov od okužbe, pri nekaterih pa vztrajajo dolgotrajnejše težave. Kadar so simptomi prisotni  dlje kot štiri tedne od trenutka okužbe z virusom SARS-CoV-2, govorimo o tako imenovanem dolgem covidu. Med drugim se lahko pojavijo kognitivne posledice (težave z miselnimi sposobnostmi) in posledice na duševnem zdravju  (na primer tesnoba, depresija), utrujenost, zadihanost, izpuščaj, vročina, bolečine ...

## Vzrok
Covid-19 povzroča okužba z virusom SARS-CoV-2, ki je zelo soroden virusu SARS.

### Prenašanje
SARS-CoV-2 se verjetno prenaša predvsem iz osebe na osebo. Do prenosa načeloma prihaja, ko je okužena oseba v neposredni bližini neokužene osebe (do okoli 2 m), z dihalnimi kapljicami, ki jih okužene osebe sproščajo med kašljanjem in kihanjem. Kužne kapljice lahko tako pristanjeno na obrazu neokuženih oseb ali pa jih neokužene osebe vdihnejo. Okužba se verjetno prenaša tudi tako, da se ljudje dotaknejo s kužnimi kapljicami kontaminiranih predmetov ali površin in nato kužne delce zanesejo v usta ali nos (in morda oči), a to verjetno ni glavni način širjenja covida-19. Obstaja tudi možnost, da se lahko okužba prenaša tudi prek aerosola v primeru daljše izpostavljenosti znotraj zaprtega prostora in prek oralno-fekalne poti (potencialno tudi po prenehanju dihalnih znakov okužbe).
Kužnost okužene osebe je verjetno sorazmerna z resnostjo obolenja (tj. bolj ko je bolezen resna, bolj je tudi okužena oseba kužna). Kljub temu pa lahko bolezen verjetno okužene osebe prenašajo še preden se pri njih pojavijo prvi znaki okužbe. Obstaja možnost, da okužbo prenašajo tudi osebe, ki nikoli ne razvijejo simptomov. Okužba se pretežno prenaša med družinskimi člani, zdravstvenimi delavci in ostalimi, ki so v neposrednem stiku z okuženimi.

#### Dejavniki tveganja
Zaenkrat ni neposrednih dokazov, da bi kajenje tobaka povečevalo tveganje za samo okužbo z SARS-CoV-2. Nekateri strokovnjaki kljub temu menijo, da je zaradi že znanih negativnih učinkov kajenja na dovzetnost za sorodne okužbe moč sklepati, da enako velja tudi za SARS-CoV-2.

## Patofiziologija
SARS-CoV-2 okuži celice dihalnega epitelija. Okužba z SARS-CoV-2 se običajno prične v nosu. Okužbe, ki so omejene na zgornja dihala, imajo načeloma milejši potek, medtem ko širjenje okužbe navzdol po dihalnem drevesu in v pljuča naznanja resnejši potek. Dodatno poškodbo tkiva lahko povzroča imunski odziv na okužbo.

## Diagnoza
Glej tudi: Testiranje na covid-19
O smiselnosti testiranja presodi zdravnik na podlagi simptomov in epidemioloških podatkov. Samoplačniško testiranje v Sloveniji ni na voljo. Test se opravi v okoli 3 urah. Pri hujših primerih so rezultati testiranja na voljo v 4 urah.
Vzorec odvzame zdravnik, ki je obravnaval pacienta in odredil test. Vzorec je v laboratorij dostavljen s strani kurirjev ali reševalcev. Testiranje izvajajo Nacionalni laboratorij za zdravje, okolje in hrano in Inštitut za mikrobiologijo in imuniologijo. Izsledki testa so posredovani zdravniku, ki je osebo obravnaval in pa koordinacijski laboratorijski skupini.

### Laboratorijske preiskave

#### rt-PCR
Svetovna zdravstvena organizacija priporoča diagnosticiranje s pomnoževanjem genetskega materiala z uporabo rt-PCR metode in probami genetskega zaporedja virusa. Vzorce se najpogosteje pridobi z nosno-žrelnim brisom, lahko pa tudi z žrelnim brisom, izkašljanim izmečkom, endotrahealnim aspiratom ali bronhoalveolarno lavažo. Vzorce je potrebno pred analizo hraniti pri 4 °C. V primeru pozitivnega prvotnega testa se priporoča ponovitev testiranja za potrditev okužbe.

#### Serološki testi
V aprilu 2020 so v nekaterih državah že bili na voljo serološki testi za diagnozo covida-19. Serološki testi preverjajo, ali so v krvnem vzorcu testirane osebe prisotna protitelesa proti SARS-CoV-2. Rezultati hitrih seroloških testov so lahko na voljo že v manj kot 20 minutah. Serološki testi lahko pokažejo, ali je testirana oseba že prebolela okužbo in razvila imunost, saj so protitelesa v krvi prisotna še dolgo po preboletju okužbe (medtem ko rt-PCR metoda preverja zgolj prisotnost virusnega genetskega materiala v vzorcih in je tako učinkovita zgolj za dokazovanje trenutne aktivne okužbe). Po drugi strani serološki testi lahko niso učinkoviti za dokazovanje covida-19 v zgodnjih fazah okužbe saj telo lahko še ni razvilo primernega imunskega odziva, ali pa je prišlo do mutacij gena, ki kodira epitop.
Serološki test, ki je postal v ZDA razpoložljiv 4. aprila 2020, je bil pri ugotavljanju okužb z rezultati rt-PCR pozitivno skladen v 93,8% primerov, negativno skladen pa v 96,4% primerov.
Razvoj seroloških testov je bolj zapleten od razvoja testov, ki zgolj preverjajo prisotnost virusnih genetskih zaporedji, saj zahtevajo podrobno poznavanje antigenskih proteinov virusa, ki jih je nato treba laboratorijsko reproducirati s pomočjo celičnih kultur. Drobne razlike v obliki laboratorijsko pridobljenih proteinov lahko pomenijo, da se protitelesa v testu na prisotnost teh proteinov ne bodo odzvala.
Razvoj seroloških testov je bil prvi korak k razvoju hitrih testov za domačo uporabo.

### Radiološke preiskave
Raziskavi učinkovitosti računalniške tomografije (CT) kot diagnostične metode pri odkrivanju covida-19 sta ugotovili, da je CT prsnega koša izredno senzitivna metoda diagnoze covida-19 in bi lahko zato služila kot standardna metoda za hitro diagnozo COVID-19.
Raziskava radioloških (CT) najdb okuženih s covidom-19 je pokazala, da več kot polovica okuženih v času zgodnjega obolenja ne izkazuje abnormalnih najdb; radiološke najdbe postanejo vse pogostejše kasneje tekom poteka obolenja.

### Diferencialna diagnoza
| Simptomi    | COVID-19 | Gripa   | Prehlad |
| ----------- | -------- | ------- | ------- |
| Kašelj      | pogosto  | pogosto | redko   |
| Vročina     | pogosto  | pogosto | redko   |
| Utrujenost  | pogosto  | pogosto | včasih  |
| Zasoplost   | pogosto  | redko   | redko   |
| Nahod       | redko    | včasih  | pogosto |
| Kihanje     | redko    | redko   | pogosto |
| Boleče grlo | včasih   | včasih  | pogosto |
| Glavobol    | včasih   | pogosto | redko   |
| Boleči udi  | včasih   | pogosto | pogosto |
| Driska      | včasih   | včasih  | redko   |

Zgodnji simptomi covida-19 so nespecifični. Potrebno je pretehtati širok nabor kužnih in nekužnih obolenj dihal. Morebitne virusne okužbe, podobne covidu-19, vključujejo: gripo (influenco) in okužbe z adenovirusi, parainfluenco, respiratornim sincicijskim virusom, humanim metapnevmovirusom in rinovirusom.

## Preprečevanje med epidemijo
Ukrepi namenjeni omejevanju širjenja okužbe s covidom-19 se načeloma bistveno ne razlikujejo od ukrepov, ki so učinkoviti za preprečevanje širjenja okužb dihal nasploh.
V razvoju je več cepiv. Evropska agencija za zdravila je 21. 12. 2020 odobrila prvo cepivo za preprečevanje covida 19, in sicer pri posameznikih, starih 16 let in več.

### Javno zdravje
V času epidemij se svetuje izogibanje zaprtim prostorom, v katerih se hkrati zadržuje večje število ljudi. Takšni prostori naj se tudi redno zračijo. Svetuje se tudi redno čiščenje in razkuževanje predmetov in površin, ki se jih ljudje pogosto dotikajo (npr. kljuke, pulti, umivalniške pipe). Razkuževanje zunanjih površin ni smortno, saj se površine hitro ponovno kontaminirajo, nakar virus na površinah tudi hitro propade. Prebivalcem se zato zgolj svetuje, da izogibajo dotikanju javnih površin (klopi, ograj, ročajev, bankomatov, zunanjih kluk, itd.) z rokami.

#### Omejevanje socialnih stikov
Socialno distanciranje je namenjeno omejevanju stikov med ljudmi z namenom preprečevanja možnosti širjenja bolezni med epidemijo. Svetuje se, da ljudje med sabo v času epidemije vzdržujejo medosebno razdaljo večjo od 2 m. Za doseganje socialnega distanciranja so učinkoviti ukrepi, ki npr. prek odpovedi dogodkov omejujejo priložnosti za zbiranje večjega števila ljudi na majhnem območju (npr. športnih dogodkov, konferenc in festivalov). Drugi učinkoviti ukrepi so začasno zapiranje določenih ustanov (npr. knjižnic, šol in univerzitet, in verskih, športnih in kulturnih ustanov), izogibanje javnemu prevozu, izogibanje nenujnim potovanjem, izogibanje skupnemu druženju in poslopljem za druženje (lokali ipd.), delo in študij od doma ter vzdrževanje medosebnih stikov prek telekomunikacijskih naprav namesto osebnih stikov. Dejavniosti izven bivalnih prostorov, ki ne vključujejo bližjega stika z novimi osebami (sprehajanje psa, telovadba, hojenje v naravo), so sprejemljive. Prav tako je sprejemljivo opravljanje nujnih opravil, kot so nakupi živil in zdravil; kljub temu se svetuje, da se takšna opravila izvaja čim redkeje (npr. z nakupovanjem večjih zalog živil) in da se med tem spoštuje higienska pravila.
Pomembno je, da so v omejevanje socialnih stikov vključeni vsi in ne zgolj tisti z izrazito obolelostjo ali visokim tveganjem za resne okužbe, saj tisti z blagimi okužbami in tisti, ki ne vedo, da so okuženi, pripomorejo k hitrejšemu napredovanju širjenja, kar posredno ogrozi tudi vse ostale skupine (vključno z možno preobremenitvijo kapacitet zdravstvenega sistema).

### Osebna higiena
Svetuje se redno in skrbno umivanje rok z vodo in milom (še posebej po brisanju nosu, kašljanju in kihanju ter obiskih javnih prostorov). Ko to ni mogoče, se priporoča uporabe namenskega razkužila za roke z najmanj 60 % vsebnosti alkohola. Ljudje naj se izogibajo dotikanju oči, nosa in ust, dokler si ne očistijo rok.
Pred kašljanjem in kihanjem naj se nos in usta najprej pokrije z robčkom, ki se ga nato namudoma zavrže, ali pa se kašlja in kiha v zgornji del rokava (in ne v dlan). Tako se prepreči, da bi kužne osebe s prek kašljanja in kihanja izločenimi kapljicami okužile ljudi ali predmete okoli sebe.

### Zaščitne maske
V času epidemije se po najnovejših napotkih nekaterih javnozdravstvenih agencij za javnost svetuje uporaba katerekoli razpoložljive oblike obrazne zaščite (lahko nenamenske, kot so šali, rute ipd.) v času zadrževanja na javnih mestih, da se tako omejuje kontaminacija prostorov in predmetov s strani asimptomatičnih kužnih oseb. Za enkrat ni zadostnih empiričnih podatkov, ki bi dokazovali učinkovitost splošne uporabe kirurških ali nenamenskih zaščitnih mask za preprečevanje širjenja okužbe s covidom-19. Nekateri strokovnjaki menijo, da razpoložljivi podatki splošno uporabo upravičujejo, medtem ko drugi menijo, da zaenkrat ni mogoče oceniti, ali splošna uporaba mask omejuje, ne omejuje ali celo pospešuje širjenje. Uporaba kirurških mask je priporočena za zdravstvene delavce, okužene (zato da preprečujejo širjenje okužbe), in pa tiste, ki skrbijo za okužene osebe. Splošna uporaba namenskih mask lahko ob pandemiji privede do pomanjkanja za zdravstvene delavce. Uporabniki se morajo seznaniti z navodili za učinkovito uporabo mask.
Obrazne maske s filtri in visoko stopnjo zaščite za razliko od kirurških mask uporabnike zaščitijo pred lebdečimi kužnimi delci, za katere so zdravstveni delavci zelo dovzetni zaradi potencialne pogoste in intenzivne neposredne izpostavljenosti kužnim pacientom. Ob pravilni uporabi prav tako preprečujejo prehajanje nefiltriranega zraka prek robov obrazne maske s filtri. Uporaba takih mask s filtri je priporočena zgolj za zdravstvene delavce v času opravljanja službene dolžnosti.

#### Nenamenska zaščita iz tkanine
Učinkovitost nenamenskih zaščitnih mask iz tkanine pri preprečevanju okužbe s covidom-19 ni znana. Uporaba tkaninskih mask načeloma ni učinkovita za preprečevanje okužb pri uporabnikih. Obrazna zaščita iz tkanine je v primerjavi s kirurškimi maskami bolj prepustna, se hitreje premoči, se uporablja dlje časa in je tako pri preprečevanju okužb uporabnikov manj učinkovita od kirurških mask. V primeru pomanjkanja namenskih zaščitnih mask je zdravstvenim delavcem za zaščito priporočena uporaba šalov, rut ipd. Najbolje je, če se takšne maske uporablja skupaj s prozornim obraznim ščitom, ki obraz prekriva spredaj in ob straneh.
Uporaba nenamenskih tkaninskih obraznih mask pri okuženih osebah do neke mere prestreže respiratorne kapljice in je zato lahko nekoliko učinkovita za preprečevanje širjenja okužb, a bistveno manj od namenskih kirurških mask. Uporaba debelejših tkanin verjetno poveča učinkovitost zaščite. Po drugi strani obstaja tveganje, da bi nenemenska zaščita celo povečevala tveganje za okužbo. Dotikanje zaščite iz tkanine med uporabo lahko privede do kontaminacije. Po drugi strani obstajajo dokazi, da uporaba obrazne zaščite na sploh zmanjšuje pogostost dotikanja obraza in tako tudi tveganja za okužbo.

### Samoosamitev
Za tiste, ki sumijo na možno okužbo (npr. ker so bili izpostavljeni okuženim osebam), se priporoča samoosamitev v trajanju 14 dni. V tem času se bodo v primeru okužbe pojavili znaki. Oseba bo nato vedela, da je kužna. Okužena oseba naj po pojavu simptomov ostane doma vsaj 7 dni (oz. dlje, če ima oseba po 7 dneh še vedno vročino). Sostanovalci okužene osebe naj se prav tako samoosamijo. Če oseba v samoosamitvi sobiva z osebo z dejavniki tveganja za resno okužbo (starejši, imunokompromitirani, osebe s kroničnimi boleznimi in nosečnice), se priporoča, da se slednja za čas trajanja samoosamitve začasno preseli v drugo bivališče, če je to mogoče.
Osebe v samoosamitvi naj ostanejo na razdalji vsaj 2 m od sostanovalcev in se še posebej izogibajo sostanovalcev z dejavniki tveganja za resno okužbo. Gospodinjstvo naj prosi za pomoč pri dobavi življenskih potrebščin znance, ki naj jih pustijo pred vrati bivališča in nemudoma odidejo (tj. jih ne izročajo osebno). V času samoosamitve naj se v bivališču ne gosti obiskovalcev. Osebe v samoosamitvi naj ne odhajajo v javnost.

### Cepiva
V sredini decembra 2020 je bilo 57 kandidatnih cepiv v kliničnih raziskavah, od tega 17 v kliničnem preskušanju 3. faze. Rezultati več cepiv iz kliničnega preskušanja 3. faze so pokazali več kot 95-odstotno učinkovitost pri preprečevanju simptomne okužbe. V svetu je že več cepiv pridobilo dovoljenja za promet.
Evropska agencija za zdravila je 21. 12. 2020 odobrila cepivo, ki sta ga razvili podjetji BioNTech in Pfizer, kot prvo cepivo v EU za preprečevanje covida 19, in sicer pri posameznikih, starih 16 let in več. 26. oziroma 27. decembra 2020 se je začelo cepljenje s prvimi odmerki cepiva po državah članicah, vključno s Slovenijo. V nadaljevanju je bilo v Evropski uniji registriranih več cepiv, do decemnra 2022 skupno 7.

## Zdravljenje

### Zdravila
Za zdravljenje covida-19 sprva ni bilo na voljno nobenega specifičnega protivirusnega zdravljenja. Za zdravljenje covida-19 so takoj po izbruhu epidemije začeli preučevati številna različna zdravila. Nekatera (potencialno) učinkovita zdravila pri covidu-19 so že pred tem uporabljali za zdravljenje drugih bolezni.
Zaradi poskusov samozdravljenja okužbe s covidom-19 je več oseb umrlo ali utrpelo hude stranske učinke. Strokovnjaki zato ljudi svarijo pred poskusi samozdravljenja z eksperimentalnimi zdravili in izven navodil in nadzora zdravstvenih strokovnjakov.

#### Odobrena protikovidna zdravila
V Evropski uniji so bila novembra 2021 odobrena tri specifična protikovidna zdravila: remdesivir, regdanvimab in kasirivimab/imdevimab. Sledila so še druga zdravila in ob koncu leta 2022 je bilo v Evropski uniji registriranih že več zdravil za zdravljenje covida 19, in sicer:
- protivirusna zdravila: remdesivir, nirmatrelvir/ritonavir
- monoklonska protitelesa proti virusu SARS-COV-s: regdanvimab, tiksagevimab/cilgavimab, kasirivimab/imdevimab, sotrovimab
- zdravila za zaviranje imunskega sistema (za preprečevanje napredovanja v hudo obliko bolezni): anakinra, tocilizumab

Monoklonska protitelesa, ki delujejo proti virusu SARS-CoV-2, delujejo proti konični beljakovini na površini virusa. Po eni strani gre za tarčna zdravila, ki so ciljno usmerjena proti točno določenemu mestu na SARS-CoV-2, hkrati pa to predstavlja njihovo šibko točko, saj virus SARS-CoV-2 hitro mutira in nastajajo različice, ki so odporne proti tem učinkovinam. Pri različici omikron, ki se je od novembra 2021 razširila v številne države sveta, nekatera monoklonska protitelesa (kasirivimab/imdevimab, regdanvimab in sotrovimab), niso več učinkovita.

#### Lajšanje simptomov
Za simptomatsko zdravljenje covida-19 se priporoča uporaba paracetamola. Obstaja možnost, da bi lahko ibuprofen in nekatera sorodna nesteroidna protivnetna zdravila poslabševala potek covida-19, a za to zaenkrat še ni dejanskih dokazov.

#### Ostalo
Zdravilo deksametazon je med hospitaliziranimi bolniki zmanjšalo umrljivost za tretjino pri tistih na napravah za umetno dihanje in za petino pri tistih na terapiji s kisikom. Pri tistih z blagimi oblikami bolezni bi lahko bila uporaba nekoristna ali celo škodljiva.
Zdravilo remdesivir bi lahko med bolniki s covidom-19 glede na izsledke nekaterih raziskav pospešilo okrevanje hospitaliziranih bolnikov ali zmanjšalo umrljivost pri hudo bolnih.
Hidroksiklorokin kljub prvotnim obetajočim izsledkom glede na obsežnejše študije verjetno ni učinkovit pri zdravljenju covida-19, uporaba pa je lahko za bolnike škodljiva.
Transfuzija s prebolevniško plazmo (krvno plazmo oseb, ki so covid-19 že preboleli in so zato v njihovi krvi prisotna protitelesa na SARS-CoV-2) se je v raziskavi manjšega obsega pokazala za potencialno učinkovito terapijo za bolnike s hudim potekom obolenja, a se je v kasnejših obsežnejših raziskavah pokazala za neučinkovito.

### Dihalna in hemodinamična podpora
Osebe s hudo boleznijo se načeloma zdravi s terapijo s kisikom. Mehansko predihavanje je lahko potrebno v primerih motnje dihanja. Hemodinamična podpora je lahko potrebna v primeru septičnega šoka.

## Prognoza
Ocenjena umrljivost zaradi okužbe s covidom-19 na osnovi podatkov o obolenju iz epidemije na Kitajskem je 3,5 %. Dejanska umrljivost je potencialno nižja, med 0,25–3,0 %. Umrljivost je verjetno odvisna od relativne sposobnosti nudenja primerne zdravstvene oskrbe posameznega zdravstvenega sistema.

### Posebne skupine

#### Starejši
Ostarelost je pomemben neodvisen dejavnik tveganja za pogostejše smrtne izide pri okužbi s covidom-19.

#### Osebe s pridruženimi obolenji
Sobolezni so prisotne pri mnogih primerih covida-19 s smrtnim izidom. Pomembne sobolezni, ki povečujejo tveganje za smrtni izid, so: hipertenzija, sladkorna bolezen, koronarna srčna bolezen. Sobolezni, ki potencialno povečujejo tveganje za hujši potek covida-19 so: bolezni pljuč, rak, odpoved srca, cerebrovaskularna bolezen, bolezen ledvic, bolezen jeter, imunokompromitiranost in nosečnost.

#### Moški
Obstajajo dokazi, da je potek covida-19 pri moških bistveno resnejši kot pri ženskah kljub približno enakim stopnjam okužb. Potencialni razlogi za težji potek obolenja pri moških so spolno specifične razlike v imunskem odzivu (pri čemer je pri ženskah imunski odziv na sploh bolj krepek, kar se izkazuje tudi v bistveno višji stopnji avtoimunskih obolenj pri ženskah) in pa razlike v povprečnemu zdravstvenemu stanju med spoloma. Moški (še posebej na Kitajskem) pogosteje kadijo. Med (kitajskimi) moškimi so pogostejša tudi kronična zdravstvena stanja (npr. sladkorna bolezen tipa 2 in hipertenzija), ki so povezana s slabšimi izidi okužbe s covidom-19. Ženske so prav tako bolj proaktivne pri iskanju zdravniške oskrbe; za primere pozne diagnoze resne bolezni covid-19 je značilna višja umrljivost.

#### Nosečnice
Zaradi fizioloških sprememb in sprememb imunskega sistema med nosečnostjo so lahko nosečnice bolj dovzetne za okužbe dihal in za težji potek obolenj, kar je bilo opaženo pri okužbah z ostalimi koronavirusi. Zaenkrat podatkov o tem, kako covid-19 vpliva na nosečnost, še ni. Ni še zadosti podatkov, ali lahko pride do in utero okužbe ploda, a dosedanji podatki ne kažejo na to.

#### Otroci
Otroci imajo zelo nizko stopnjo resnih okužb s covidom-19. Razlogi za to še niso jasni. Možno je, da je med otroci okužba največkrat zelo mila in se jih zato zelo redko testira. Obstaja tudi možnost, da se otroci zelo redko sploh okužijo. Simptomi so pri otrokih blažji in nespecifični, opažena je bila tudi relativna odsotnost radioloških najdb patoloških sprememb na pljučih in patoloških sprememb na vzorcih krvi, urina in fekalij. Pojavila so se poročila, da se pri nekaterih otrocih, ki so oboleli za covidom-19, pojavi vnetno stanje, imenovano pediatrični večorganski vnetni sindrom, ki spominja na Kawasakijev sindrom, pride pa lahko tudi zapletov na srcu in pojava simptomov sindroma toksičnega šoka. Pri okoli 10 % obolelih otrok se pojavi tudi driska ali bruhanje.

## Zgodovina
Večina strokovnjakov meni, da je virus naravnega izvora, pri čemer je prišlo do preskoka okužbe. Raziskave so pokazale, da je virus nastal iz koronavirusa, ki okužuje netoprije, na človeka pa je morda preskočil prek vmesnega gostitelja.  V reviji Science sta bila julija 2022 objavljena članka, po katerih je virus na človeka preskočil dvakrat v novembru 2019, najverjetneje zaradi trgovine z divjimi živalmi na mokri tržnici Huanan v mestu Wuhan na Kitajskem. Dvomi o zaključkih so se osredinili predvsem na točno mesto, kjer se je zgodil preskok. V zgodnejših filogenetskih raziskavah so ocenili, da se je virus SARS-CoV-2 pojavil oktobra ali novembra 2019. Filogenetska algoritemska analiza je pokazala, da se je virus pred Vuhanom morda širil že v Guangdongu. Večje pozornosti je bila deležna tudi možnost, da je bil virus naključno izpuščen iz laboratorija. Ameriške obveščevalne agencije so ugotovile, da ni bil razvit kot biološko orožje in da ni prepričljivih dokazov o genetskem inženirstvu.
Novo bolezen so prvič prepoznali decembra 2019 na Kitajskem. V Vuhanu v kitajski provinci Hubej so decembra 2019 zaznali več primerov pljučnic, pri katerih so izključili številne običajne povzročitelje pljučnic oz. okužb dihal in potrdili okužbo z novim koronavirusom. Večina takrat prepoznanih prvotnih primerov bolnikov so povezali z obiskom ribje veletržnice Huanan ter zato domnevali, da gre za zoonozo oziroma bolezen, ki je preskočila iz živali. Novi virus so kasneje poimenovali SARS-CoV-2 in je zelo soroden koronavirusom, ki jih najdemo pri netopirjih in luskavcih, ter koronavirusu SARS-CoV, ki povzroča sars.  Najverjetneje virus izhaja iz netopirjev iz družine podkovnjakov, natančneje rodu Rhinolophus.
Danes poznan prvi primer bolnika s simptomi nove koronavirusne bolezni covid-19 je s 1. decembra 2019 in ni bil izpostavljen veletržnici Huanan ali kateremu drugemu bolniku iz prvotne skupine 40 bolnikov, pri katerih so najprej prepoznali novo koronavirusno bolezen. Pri omenjeni prvotni skupini bolnikov so sicer potrdili povezavo z veletržnico Huanan, na kateri so se prodajale tudi žive živali, pri dveh tretjinah posameznikov.
Bolezen se je širila in Svetovna zdravstvena organizacija je izbruh označila 30. januarja 2020 za grožnjo svetovnemu javnemu zdravju. V začetku širjenja epidemije se je število okuženih podvojilo vsakih sedem in pol dni. V začetku in sredini januarja 2020 se je covid-19 razširil v druge kitajske province, k čemur so pripomogle tudi migracije ljudi zaradi praznovanja kitajskega novega leta. 20. januarja 2020 so na Kitajskem poročali o okoli 140 novih bolnikih v enem dnevu, vključno z dvema primeroma v Pekingu in enim v Šenženu. Skupno je bilo 20. januarja 2020 že prepoznanih 6.174 bolnikov s simptomi covida-19.
Epidemija se je širila po svetu in 26. februarja 2020 je SZO poročala, da je bilo prvič zunaj Kitajske več primerov kot na Kitajskem; bolezen je posebej prizadela Italijo, Iran in Južno Korejo.
SZO je covid-19 11. marca 2020 uradno razglasila za pandemijo.

### Države

#### Slovenija
Prvega bolnika s covidom-19 v Sloveniji so diagnosticirali 4. marca 2020, in sicer je šlo za moškega, ki se je prek Italije vrnil s potovanja po Maroku.
Do 12. 3. 2020 so prepoznali že 12 primerov covida-19 v Sloveniji, vsi primeri so bili uvoženi iz tujine. Kot ukrep za zajezitev širjenja bolezni so 7. 3. 2020 Sloveniji z odlokom prepovedali zbiranje ljudi na javnih prireditvah v javnih prostorih zaprtega tipa, kjer se zbira več kot 500 ljudi. Do 9. marca so poročali o 23 primerih, 14 jih je bila uvoženih iz tujine, največ iz Italije. Svet za nacionalno varnost je sprejel dodatne ukrepe proti širjenju bolezni, med drugim odlok, da se vsi športni dogodki in druge prireditve, na katerih je več kot 500 udeležencev, izvedejo brez gledalcev. 11. marca je bilo po državi uradno potrjenih že 57 okužb, opravljenih pa je bilo 2270 testiranj. Iz teh številk je razvidno da je samo v enem dnevu število obolelih naraslo za 23, kar je statistično največji dnevni prirast novookuženih do sedaj. Republika Slovenija je 12. marca, ko je število potrjenih primerov naraslo na 96, razglasilo stanje epidemije hitro nalezljive bolezni koronavirus oz. covid-19.